# Фридлендер, Марти
Марта «Марти» Фридлендер (CNZM) (урожденная Гордон; 19 февраля 1928, Лондон, Великобритания — 14 ноября 2016, Окленд, Новая Зеландия) — новозеландский фотограф, которая эмигрировала из Англии в 1958 году. Она была известна фотографированием и документированием людей, мест и событий Новой Зеландии, и считалась одной из лучших фотографов.

## Биография
С трёх лет росла в еврейском приюте со своей сестрой Анной. Получила стипендию в возрасте 14 лет и поступила в Камберуэллский колледж искусств, где изучала фотографию. С 1946 по 1957 год она работала ассистенткой у модных фотографов Дугласа Гласса и Гордона Крокера. Она вышла замуж за Джеррарда Фридлендера в 1957 году и эмигрировала с ним в Новую Зеландию в 1958 году. 
С 1946 по 1957 год Фридлендер работала ассистентом модных фотографов Гордона Крокера и эмигранта из Новой Зеландии Дугласа Гласса.
Марти Фридлендер умерла в 2016 году от рака груди.

## Карьера
Марти Фридлендер работала ассистентом стоматолога в стоматологической клинике своего мужа. В 1964 году она начала работать внештатным фотографом, а в 1972 году ее работа стала хорошо известна благодаря сотрудничеству с социальным историком Майклом Кингом, фотографирующим женщин маори и их традиционные татуировки та-моко. Фридлендер считала этот проект кульминацией своей карьеры, и в 2010 году  пожертвовала серию из 47 портретов Национальному музею Новой Зеландии Те Папа Тонгарева.
|  |  |  |
|  |  |  |
|  |  |  |